# 学术出版与学术资源联盟
学术出版与学术资源联盟（Scholarly Publishing and Academic Resources Coalition，缩写：SPARC）是由美国研究型图书馆协会于1998年制定的学术和研究图书馆的国际联盟，该联盟促进开放获取(Open access)学术。 他们目前在北美，欧洲，日本，中国和澳大利亚拥有800多家机构。 欧洲学术出版与学术资源联盟（SPARC Europe）于2001年与欧洲研究图书馆联盟(LIBER)成立。
截至2013年9月，执行董事是希瑟·约瑟夫。

## 历史
学术出版与学术资源联盟（SPARC）的想法是在1997年的研究型图书馆协会年会上被提出。威斯康星大学图书馆管理员肯尼斯·弗雷泽（Kenneth Frazier）提议与会者出资设立一个基金，为学术期刊创建一个新的出版模式，其中许多图书馆为该基金提供了捐助，并且该出版物将从该基金中为某些模型创建新的出版物 这降低了所有期刊的成本。由于许多图书馆员表达了改革的愿望，作为创始人之一的里克·约翰逊(Rick Johnson)在2002年率先成立了学术出版与学术资源联盟（SPARC）。
学术出版与学术资源联盟（SPARC）已将自己确立为一个学术和研究型图书馆的国际联盟，致力于“纠正学术出版系统中的不平衡”。 其重点是刺激新的学术交流模式的出现，以扩大学术研究的传播并减少对图书馆的财政压力。 SPARC与利益相关者（包括作者，出版商，和图书馆）合作开展的行动是建立在网络化数字环境创造的促进学术发展的机会的基础之上。 领先的学术机构已经认可SPARC。 "欧洲学术出版与学术资源联盟开放获取期刊印章"(SPARC Europe Seal for Open Access Journals)为选择CC-BY许可证（创作共用）的期刊提供认证，并为开放获取期刊目录（DOAJ）提供文章级别的元数据。

## SPARC作者附录
SPARC发布了一份附录，供作者用来与学术出版商进行谈判。 该表格提供了作者的模板化的请求，以增加出版商在接受其作品发布时发送给作者的版权转让协议。 使用表单的作者通常保留无限制地使用自己的作品的权利，获得归属（attribution）并进行自存档。 该表格为出版商提供了获得非排他性权利的权利，以为了获得利润而分发一个做品和作为首次出版期刊归属（attribution）。

## 支持组织
创办组织：
- 美洲大学协会（AAU）
- 美国大学出版社协会（英语：Association of American University Presses）（AAUP）
- Big 12 Chief Academic Officers

后来的组织：
- 大学与研究型图书馆协会（英语：Association of College and Research Libraries）
- 加拿大大学协会（英语：Universities Canada）
- 澳大利亚大学协会（英语：Universities Australia）
- 加拿大研究型图书馆协会（英语：Canadian Association of Research Libraries）
- 英国联合信息系统委员会（Jisc）
- 公立和赠地大学协会（APLU）
- SCONUL（英语：SCONUL）（国家图书馆和大学图书馆常设会议）

## 参阅
- 开放获取(Open access)